# Alice Bessou-Kokine
Pour les articles homonymes, voir Bessou.
Alice Bessou-Kokine (née le 10 avril 1923 à Grisolles et décédée le 10 avril 1945 à Ravensbrück) est une résistante française. Elle est déportée à Ravensbrück où elle meurt après avoir mis au monde son fils.

## Biographie

### Jeunesse
Alice Anne Bessou est née le 10 avril 1923 à Grisolles. Elle vit ensuite rue Mengaud dans le quartier des Minimes à Toulouse avec ses parents.

### Engagement dans la Résistance
Elle rencontre Meyer Kokine (1920-2002), un Juif d'origine russe, membre de la Résistance dans le mouvement Libérer et Fédérer, dépendant du réseau Buckmaster. Il se cache chez les parents d'Alice Bessou. Elle travaille alors à la préfecture à Toulouse, ce qui lui permet de fournir des faux papiers aux Juifs et aux jeunes gens réfractaires au service du travail obligatoire.
Les deux jeunes gens se marient.

### Déportation
Ils sont arrêtés ensemble le 5 mai 1944, par la Gestapo et emprisonnés dans des prisons différentes. Ils sont déportés dans le même convoi formé à Toulouse le 2 juillet 1944, qu'on a appelé le train fantôme, parce qu'il va errer pendant 57 jours, apparaître et disparaître, tantôt roulant, tantôt stationnant.  Ce train transporte 900 détenus, des infirmes et des vieillards du camp du Vernet et des résistants de la prison Saint-Michel. Il y a aussi un wagon à bestiaux pour une soixantaine de femmes. Ce train surpeuplé circule sous une chaleur torride, s'arrêtant à maintes reprises pendant des heures sans que les prisonniers aient rien à boire ou à manger. Il est attaqué par des avions alliés, plusieurs prisonniers sont morts, certains ont été grièvement blessés. Ne pouvant plus poursuivre sa route, le train doit retourner à Bordeaux, où il reste sur une voie de garage pendant trois jours. Enfin, les prisonniers sont autorisés à sortir, pour se traîner jusqu'à la synagogue de la ville, où ils doivent camper quelques semaines, affamés et sans soins. Les femmes sont regroupées au Fort du Hâ. Parmi elles, Alice Bessou-Kokine, matricule 93881, qui est enceinte,. La déportation ne s'arrête pas, un nouveau train est acheminé depuis Bordeaux le 9 août 1944 à destination du camp de concentration de Dachau. Meyer Kokine parvient à s'évader le 18 août 1944, lors d'une immobilisation du train à Sorgues.
Le 28 août, à l'arrivée du train à Dachau, 543 personnes sont enregistrées. Les femmes sont emmenées à Ravensbrück,.
Alice Bessou-Kokine y est affectée aux Kommandos de travail. Elle accouche le 31 décembre 1944 d’un petit garçon qui meurt dix jours plus tard. 
Alice Bessou-Kokine meurt le 10 avril 1945 à Ravensbrück, le jour de son 22e anniversaire.

## Décoration
- Médaille de la Résistance française à titre posthume (décret du 26 juin 1956)[7]

## Hommages posthumes
Un arrêté du 26 janvier 1995 autorise l'apposition de la mention Mort en déportation sur l'acte de décès d'Alice Bessou-Kokine.
Son nom figure sur le monument aux morts de Grisolles.